# Singapore Exchange
Le Singapore Exchange, abrégé SGX, est un établissement résultant de la fusion fin 1999 de :
- la bourse de Singapour, Stock Exchange of Singapore ;
- le marché à terme Simex, Singapore International Monetary Exchange.

## Histoire
Dans les années 1930, il existait déjà à Singapour une Bourse fonctionnant sous forme associative, imaginée par les commerçants chinois. Mais ce n'est qu'en 1973 que le Singapore Exchange devient une société. Elle détient un compartiment réservé aux jeunes sociétés en forte croissance, sur le modèle du Nasdaq américain.
Comme les autres bourses asiatiques, Singapour bénéficie au début des années 1990 d'un afflux massif de capitaux étrangers qui se retirent ensuite, déstabilisant la monnaie puis l'économie des pays, et amenant la fin du système de change fixe.

## Alliances stratégiques
En décembre 2006, la bourse de Tōkyō et Singapore Exchange ont signé un accord de collaboration sur l'offre de produits boursiers. La Bourse de Tokyo a acheté 5 % des actions de Singapore Exchange en juin 2007.La Bourse de Tokyo serait prête à même prendre une plus importante part stratégique dans Singapore Exchange.
En outre, SGX a investi 43 millions de dollars pour obtenir 5 % du capital de Bombay Stock Exchange en mars 2007, afin de renforcer la position de la bourse de Singapour comme un hub régional en Asie-Pacifique.
La Bourse de Londres ou London Stock Exchange considère SGX comme un partenaire de premier plan en Asie-Pacifique. Après avoir repoussé la tentative de takeover de Nasdaq en 2006, la bourse de Londres préfère établir un partenariat avec l'Asie, où la croissance est plus importante. Ainsi, LSE est actuellement en discussion pour collaborer avec Singapore Exchange - dénommé comme un partenaire stratégique majeur en Asie - et prévoit d'investir massivement dans le capital-action de SGX en 2008. Des rumeurs affirmeraient même que LSE est en préparation de lancer une OPA hostile sur SGX.
Par ailleurs, SGX est un membre fondateur de l'alliance de marchés dérivés GLOBEX. La société a également noué des relations avec le Chicago Mercantile Exchange, l'American Stock Exchange, l'Australian Stock Exchange et le National Stock Exchange of India.